# タンホイザー
『タンホイザーとヴァルトブルクの歌合戦』（Tannhäuser und der Sängerkrieg auf Wartburg）は、リヒャルト・ワーグナーが作曲した、全3幕で構成されるオペラ。WWV.70。一般的には『タンホイザー』（Tannhäuser）の題名で知られている。序曲、第2幕のエリーザベトのアリア、「大行進曲」、第3幕のヴォルフラムのアリア「夕星の歌」は、独立してよく演奏される。

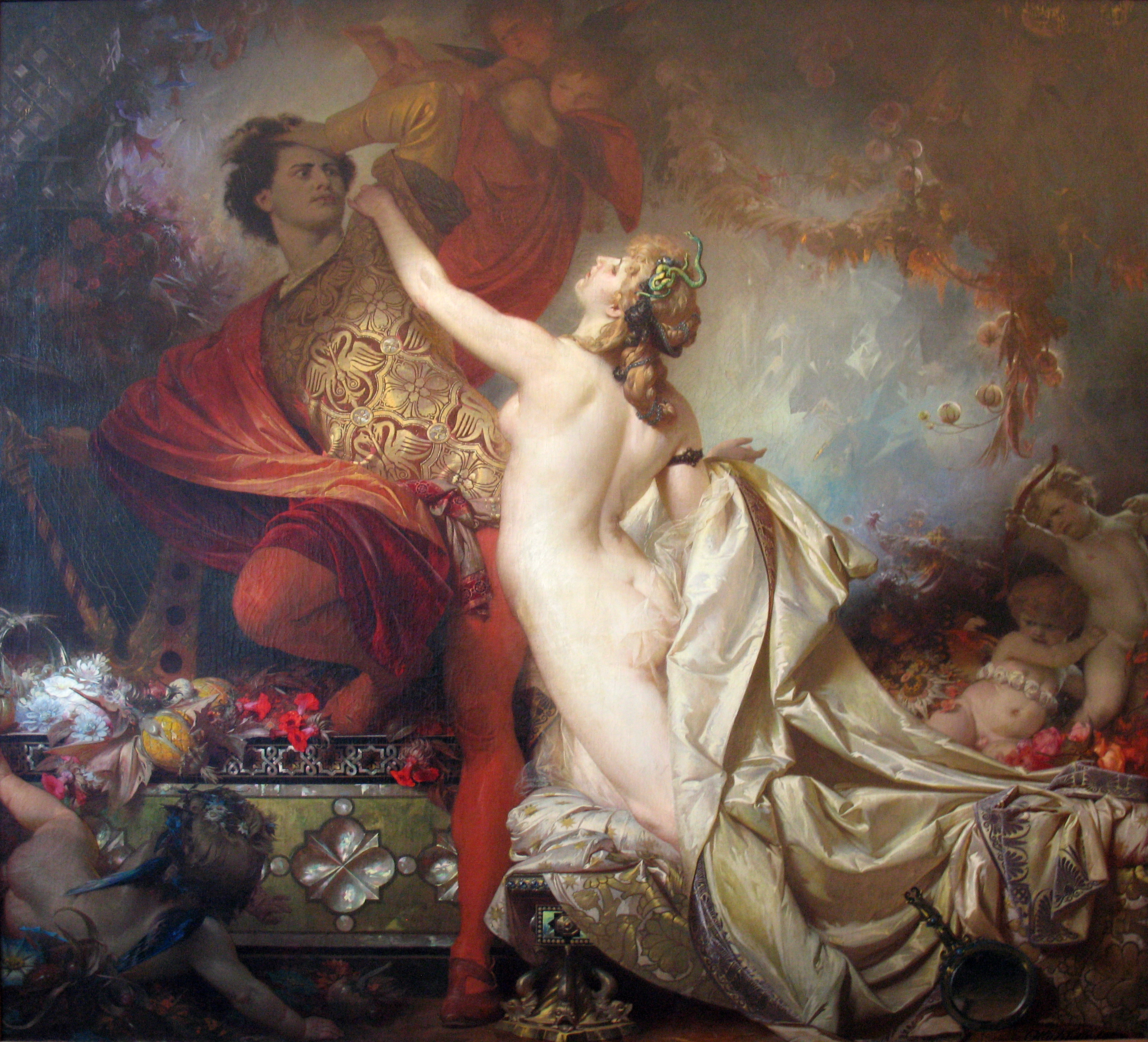
Otto Knille画『タンホイザーとヴェーヌス』

## 概要
ワーグナーが5番目に完成させたオペラ（未完の『婚礼』を除く）で、ワーグナー作品目録では70番目（WWV.70）にあたる。副題に『3幕からなるロマン的オペラ』（Romantische Oper in 3 Aufzügen）という題が与えられている。
前作『さまよえるオランダ人』の持つ番号形式を本作ではこれを脱却し、またワーグナー自身の言う「移行の技法」が随所に巧みに用いられていることが特徴である。
舞台は13世紀初頭、テューリンゲンのヴァルトブルク城。

## 作曲の経緯
『タンホイザー』が着想されたのは1842年（29歳）に遡る。当時ワーグナーは同年の4月にパリからドイツへ帰郷しており、ドイツのドレスデンで『リエンツィ』と『さまよえるオランダ人』の上演の機会を探していたが、この時期からすでに『タンホイザー』の散文の草稿を着手していたとされる。
1842年6月にワーグナーは場所を移して、ボヘミアの山岳地帯のアウシヒにて散文の草稿を仕上げる作業を6月28日から7月6日にかけて行い、宮廷歌劇場の指揮者としての仕事もあったため一時中断をしたが、翌1843年5月22日に散文の草稿を韻文化した。また韻文化した草稿に音楽を付加するための小スケッチ類を多く書いたのち、夏にテプリッツに場所を移して、1843年初秋に作曲に着手した。第1幕は11月にテプリッツで、第2幕は翌1844年10月15日にドレスデンで、第3幕は12月29日に、序曲は1845年1月11日にそれぞれ作曲を終わらせ、4月13日に全体の総譜を完成させた。
なお当初『ヴェーヌスベルク』という仮題をつけていたが、知り合いの医師からの助言で現在のタイトルに改題している。

## 初演
1845年10月19日にドレスデンの宮廷歌劇場でワーグナー本人の指揮で初演された。表面的にはある程度の成功を収めたが、優秀な歌手を揃えていたにもかかわらず、聴衆の反応は冷淡であった。これは『リエンツィ』のような作品を期待していた大半の聴衆が、新作の『タンホイザー』の内容を理解できなかったことが原因であった（終幕においてヴェーヌスが姿を現さないこと、エリーザベトの葬列が出されなかったことが挙げられる）。
上演2日目（12月27日）は観客が半分に満たず、3日目（12月28日）こそ前日を上回ったものの、8日間上演されたのちに打ち切られた。ただし1850年代中頃までにはドイツ各地の歌劇場40か所で上演されている（ベルリンは1856年1月7日）。
「パリ版」による初演は、1861年3月13日にパリ・オペラ座で行われた。

### 各国での初演
1853年1月18日にリガで行われた公演は本作初の海外初演である（ドレスデン版による）。1854年11月25日にプラハ、1859年4月4日にニューヨーク（メトロポリタン歌劇場での上演は1884年）、1866年1月13日にオーストリアのテメシュヴァール（現在はルーマニア領）、1876年5月6日にロンドンでそれぞれ行われた。

### パリ初演

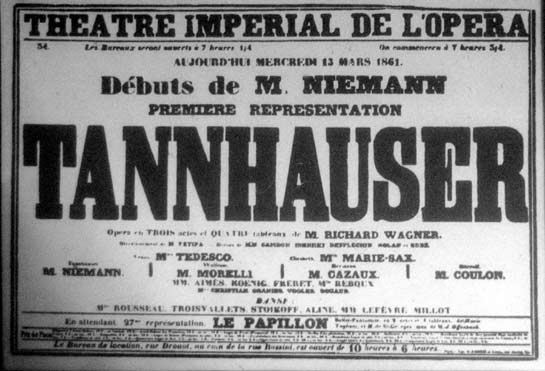
1861年3月13日のパリ初演の告知

1861年にナポレオン3世の招きによって実現したパリでの初演はオペラ興行史上最も大きな失敗を引き起こしたものとして知られる。ワーグナーは2年前の1859年9月にパリに引っ越したが、これは『トリスタンとイゾルデ』の主役を歌える歌手を探すためだった。1860年1月から2月にかけて、パリのイタリア座で行われた自作の演奏会を開催し、『さまよえるオランダ人』の序曲や『トリスタンとイゾルデ』の前奏曲などを披露した。この演奏会で多くの芸術家たちから支持を集めたが、マスコミからは敵視され、同地で自作のオペラを上演することを切望していたワーグナーは、この批判によって望みが失われたことにひどく落胆したといわれる。
その最中、ナポレオン3世から『タンホイザー』をオペラ座で上演するように勅命が下り、この思いもしない事態にワーグナーはそれに応えるべく矢継ぎ早にオペラの添削とフランス語訳に着手した。この勅命はパリ駐在のオーストリア大使の妻パウリーネ・フォン・メッテルニヒ侯爵夫人によるものとされている。夫人はワーグナーの崇拝者であり、パリ上演のための口添えをしたとされる。ただしそれは「外交戦略」の一つとしてであった。
「パリ版」の改訂を終えたのは1861年1月のことで、197回もの上演リハーサルを重ねたと伝えられる。これは「春の祭典」の120回、「ヴォツェック」の150回を上回る。3月13日にナポレオン3世の臨席のもとに初演を迎えたが、オペラ座の会員でボックス席を予約していたジョッキークラブの若い貴族たちは、かつてバレエの挿入を要求した際に拒否されたことに対するワーグナーの態度を根に持って、公演を妨害しようと大声で嘲笑や怒号を放った。これにより初日の公演は収拾がつかない状態に至った。
ブーイングは2回目（3月15日）3回目（3月25日）と徐々にエスカレートしていき、ジョッキークラブの貴族たちは仲間を呼び寄せ、ラッパや狩笛、鞭などを持ち出して妨害工作を行い、喧騒をきわめた末、公演が続行できない事態にまで発展した。
この事態を知ったワーグナーは支配人に書簡で、自らの取った態度と慣習に従わなかったことの非を認め、『タンホイザー』の公演を撤回するに至った。

### 日本初演
日本においては、1920年（大正9年）12月29日に帝国劇場において、山田耕筰、小山内薫、近衛秀麿らが中心となって結成された日本楽劇協会により山田の実姉であるガントレット恒の渡欧資金募集の一環で、ドビュッシーの『放蕩息子』とともに第3幕第1場と第2場を上演したのが、日本における部分初演であった。指揮は山田、合唱指揮に近衛、「演技指導」が土方与志といった顔ぶれで、30日に再演ののち、1921年（大正10年）1月17日と18日には大阪市立中央公会堂でも上演された。
ラジオ時代に入り、1927年（昭和2年）11月23日と1933年（昭和8年）10月14日には、JOAKによる放送歌劇という形で部分上演（伊庭孝訳による）が行われ、主な配役は、前者がタンホイザーに田谷力三、ヴォルフラムに内田栄一。後者はタンホイザーに奥田良三、エリーザベトに武岡鶴代、ヴォルフラムに江文也。管弦楽は、前者が近衛指揮によるJOAKオーケストラ、後者がニコライ・シフェルブラット指揮による日本放送交響楽団であった。
全曲日本初演は1947年7月12日、帝国劇場における藤原歌劇団第23回公演として行われた。公演は8月3日までの23日間に25回上演され、出演は、タンホイザーが藤原義江と木下保、エリーザベトが三宅春恵と笹田和子、ヴェーヌスが砂原美智子と滝田菊江のそれぞれダブルキャストで、その他はヘルマン1世に下八川圭祐、ヴォルフラムに宮本良平といった配役。演出は近衛で、指揮はマンフレート・グルリット、管弦楽は東宝交響楽団による。この興行は「連日補助椅子はもちろん、客席の後方に立った人垣で身動きもならない」ほどの盛況で、全公演入場率100パーセントを記録。この記録は、藤原歌劇団が1947年から1949年にかけて行った9興行のうち唯一の記録でもあり、1956年から1976年にかけてNHKが招聘した「NHKイタリア歌劇団」公演などを含めた日本のオペラ公演興行すべてにおいても、1演目1興行の動員としては史上最大の公演とみなされている。当時の新聞評も、出来栄えはさておいて熱意と努力を讃えるものが多く、藤原は『タンホイザー』全曲初演を含むオペラ上演の功績により、1948年度の日本芸術院賞が贈られた。同じ年の9月27日には場所を日比谷公会堂に移し、ほぼ同じキャストによって演奏会形式による再演も行われた。さらに11月15日から19日にかけては大阪・朝日会館でも上演し、これが関西初演となった。

## 登場人物
| 人物名 | 声域         | 役 | 1845年の初演者                                                              |
| --- | ------------ | --- | --------------------------------------------------------------------------- |
| タンホイザー | テノール     | ヴァルトブルク城の騎士。劇中では「ハインリヒ」と呼ばれている。                                                                 | ヨーゼフ・アロイス・ティハチェク (Josef Aloys Tichatschek)                  |
| エリーザベト | ソプラノ     | ヘルマン1世の姪。 | ヨハンナ・ワーグナー (Johanna Wagner)                                       |
| ヴェーヌス（ビーナス） | メゾソプラノ | 官能と快楽を司る異教の女神。アイゼナハの近くのヘルゼルベルクの洞窟（地下世界）にあるとされているヴェーヌスベルクに住んでいる。 | ヴィルヘルミーネ・シュレーダー＝デフリーント (Wilhelmine Schröder-Devrient) |
| ヴォルフラム・フォン・エッシェンバッハ | バリトン     | ヴァルトブルク城の騎士でタンホイザーの親友。                                                                                   | アントン・ミッターヴュルツァー (Anton Mitterwurzer)                         |
| ヘルマン1世 | バス         | テューリンゲンの領主。 | Georg Wilhelm Dettmer                                                       |
| ビーテロルフ | バス         | ヴァルトブルク城の老騎士。歌合戦でタンホイザーと対立する。                                                                     | Johann Michael Wächter                                                      |
| ヴァルター・フォン・デア・フォーゲルヴァイデ | テノール     | ヴァルトブルク城の騎士。歌合戦でタンホイザーと対立する。                                                                       | Max Schloss                                                                 |
| ハインリヒ・デア・シュライバー | テノール     | ヴァルトブルク城の騎士で書記。                                                                                                 | Anton Curty                                                                 |
| ラインマル・フォン・ツヴェーター | バス         | ヴァルトブルク城の騎士。 | Karl Risse                                                                  |
| 若い羊飼い | ソプラノ     | | Anna Thiele                                                                 |
| 4人の侍童 | ソプラノ     | |                                                                             |
| その他:テューリンゲンの騎士たち、伯爵たち、貴族たち、貴婦人たち、老若の巡礼者たち、ジレーネたち、ナヤーデたち、ニンフたち、バッカスの巫女たち、優美の三美人たち |              | |                                                                             |
| その他（パリ版で追加された登場人物）:少年たち、クピドたち、サテュロスたち、ファウヌスたち                                                                       |              | |                                                                             |

## 演奏時間
「パリ版」や最終稿の「ウィーン版」で約3時間10分（第1幕:約70分、第2幕:約70分、第3幕:約50分）。「ドレスデン版」はバレエが無いため第一幕が約5分短いのが一般的。

## 楽器編成

### オーケストラ・ピット
- 木管楽器:3フルート（ピッコロ持ち替え）、2オーボエ、2クラリネット、バスクラリネット、2ファゴット
- 金管楽器:4ホルン、3トランペット、3トロンボーン、テューバ
- 打楽器:ティンパニ（パリ版以降はヴェーヌスベルクで一時的に3人の指定があるが実際の上演では一人で済まされる場合が多い）、タンブリン、バスドラム、シンバル、トライアングル
- その他:ハープ、弦五部

### バンダ（舞台上）
- コーラングレ、2ピッコロ、4フルート、4オーボエ、6クラリネット（うち2はD管）、4ファゴット、12ホルン、12トランペット、4トロンボーン、トライアングル、シンバル、タンブリン、（パリ版以降）ハープ

## あらすじ

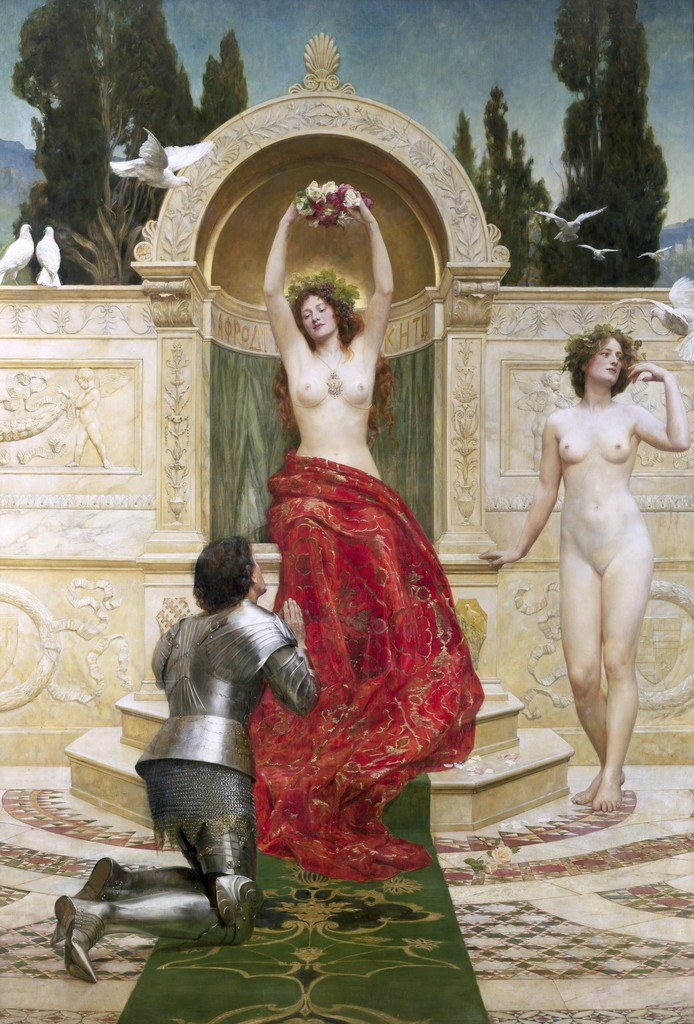
ジョン・コリアによるタンホイザー

中世のドイツでは、吟遊詩人としてうたう習慣が騎士たちの中でもあった。騎士の1人であるタンホイザーは、テューリンゲンの領主ヘルマンの親族にあたるエリーザベトと清き愛で結ばれていたが、ふとしたことから官能の愛を望むようになり、愛欲を司る異教の女神ヴェーヌスが棲んでいるという異界ヴェーヌスベルクに赴き、そこで肉欲の世界に溺れていた。

### 第1幕
ヴェーヌスベルクで快楽の日々を送っていたタンホイザーは、夢の中で故郷を思い出し、帰りたいと考えるようになる。ヴェーヌスに強く引き止められてヴェーヌスを讃える歌を歌ってみる（「ヴェーヌス讃歌」）ものの、ここを離れる決意はさらに固くなる。なおも引き止めるヴェーヌスに対して聖母マリアの名を口にした瞬間、タンホイザーはヴェーヌスベルクから放り出される。
異界から脱出した先はヴァルトブルク城近くの谷であった。近くを通るローマ巡礼団の祈りの歌声が聞こえ、タンホイザーも神に祈りを捧げる。そこに領主ヘルマンや親友のヴォルフラムをはじめとする騎士たちが通りかかる。皆は出奔したタンホイザーが戻ってきたことを喜び、どこで何をしていたのかと尋ねるが、タンホイザーはヴェーヌスベルクとは言わず「遠くに行っていた」と曖昧に答える。ヴァルトブルク城に戻るように皆から誘われたものの、官能の世界に溺れた罪の重さを自覚するタンホイザーは一旦辞退する。しかし「エリーザベトが帰りをずっと待っている」というヴォルフラムの説得を受け入れて、タンホイザーはヴァルトブルク城に帰ることとする。

### 第2幕
ヴォルフラムらと共にヴァルトブルク城へと戻ったタンホイザーは、エリーザベトと再会を果たし、お互いに喜び合う。エリーザベトからも出奔中どこにいたのか尋ねられるが、タンホイザーはここでも言葉を濁す。
その日はちょうど歌合戦が開かれる日（「歌の殿堂のアリア」、「大行進曲」）で、歌の課題は「愛の本質について」であった。ヴォルフラムや他の騎士達が女性に対する奉仕的な愛を歌うのに対し、タンホイザーは自由で官能的な愛を主張して観衆の反感を買い、ついには「ヴェーヌス讃歌」を歌いだす。これまでタンホイザーは出奔中に何をしていたのかを隠してきたが、ヴェーヌスベルクで快楽に耽っていたことを自ら明かす形となった。
激怒した騎士たちがタンホイザーに詰め寄る中、エリーザベトはタンホイザーをかばい、領主に彼の罪を悔い改めさせるようにと願う。我に返ったタンホイザーは自分のしたことを悔やむが、時すでに遅い。領主ヘルマンはタンホイザーを追放処分とし、ローマに巡礼に行き教皇の赦しが得られれば戻ってきてよいと言う。タンホイザーはローマ巡礼団に加わりヴァルトブルク城を去っていく。

### 第3幕
舞台はヴァルトブルク城近くの谷。タンホイザーが旅立ってから月日がたつ。エリーザベトは、タンホイザーが赦しを得て戻ってくるようにと毎日マリア像に祈り続けている。ちょうどローマから巡礼団が戻ってくる。赦しを得た巡礼団が神を讃える（「巡礼の合唱」）中、エリーザベトはタンホイザーの姿を探すが、巡礼団の中に彼はいない。タンホイザーが赦されなかったことを悟ったエリーザベトは、自らの死をもってタンホイザーの赦しを得ようと決意する。見かねたヴォルフラムは説得を試みるが失敗し、彼女は去っていく。
その場に一人残って物思いに沈むヴォルフラム（「夕星の歌」）の前に、ぼろぼろの風体のタンホイザーが現れる。ローマに行ってきたのかと尋ねるヴォルフラムに対し、彼は巡礼の顛末を語りだす（「ローマ語り」）。タンホイザーは幾多の苦難を乗り越えてローマに到着し、教皇に赦しを乞うたが、教皇は「罪が重すぎる」と彼を赦さず、「この木杖が二度と緑に芽吹くことがないのと同じく、お前は永遠に救済されない」と破門を宣告したのだという。絶望のあまり自暴自棄となったタンホイザーは、再びヴェーヌスベルクに戻ろうとしてさまよい、そうしてヴォルフラムに出会ったのだった。
タンホイザーの呼びかけに応じてヴェーヌスベルクが目の前に現れ、ヴェーヌスが手招きする。ヴェーヌスへ引き寄せられていくタンホイザーをヴォルフラムは懸命に引きとめる。そこへエリーザベトの葬列が現れる。タンホイザーは我に帰り、異界は消滅する。エリーザベトが自分の命と引き換えにタンホイザーの赦しを神に乞うたことをヴォルフラムが話すと、タンホイザーはエリーザベトの亡骸に寄り添う形で息を引き取る。ちょうどそこへローマからの行列が緑に芽吹く教皇の杖を掲げて到着し、特赦が下りたことを知らせて幕が下りる。

## 版について
1845年の初演時に聴衆が内容を理解できなかった点などを考慮して、ワーグナーは改訂を施しているが、「ドレスデン版」と「パリ版」を含め4つの稿が存在する。
1. 1845年のドレスデン初演稿（いわゆる「ドレスデン版」）
2. 1860年稿（メーザーからの出版、1847年から52年にかけて行われた終結部の改訂部分を含む）
3. オペラ座での上演用の1861年稿（いわゆる「パリ版」）
4. ワーグナー監修による1875年ウィーン稿（いわゆる「ウィーン版」）

### ドレスデン版（1845年版）
1845年のドレスデン初演では、第3幕の終幕部分でヴェーヌスは現れず、エリーザベトの死も暗示にとどまっていたため、結末が聴衆にとって理解しづらいと不評を買った。ワーグナーもその点を自覚しており、上演後早速改訂に取りかかった。1847年にエリーザベトの亡骸とヴェーヌスを登場させ、タンホイザーの救済を強調する形に書き直した。この第2稿が今日「ドレスデン版」として上演されるものである。演奏会などで取り上げられる『歌劇「タンホイザー」序曲』は、一般的にはこのドレスデン版の序曲のことを指す。ドレスデン版の序曲の編成は次の通り。ピッコロ1,フルート2,オーボエ2,クラリネット2,ファゴット2,ホルン4,トランペット3,トロンボーン3,チューバ1,ティンパニ,トライアングル,シンバル,タンバリン,弦五部。

### パリ版（1861年版）
1859年にパリを再訪した際、ワーグナーにナポレオン3世から『タンホイザー』上演の勅命が降りた。ワーグナーは、台本をフランス語に訳すだけでなく、音楽にも改訂を施した。主な改訂内容は、第1幕冒頭のヴェーヌスベルクの部分を改訂して「バッカナール」と称するバレエ音楽をつけ加えたこと、および第2幕の歌合戦の場面からヴァルターのアリアを削除したことである。
バッカナールの追加は、当時パリで流行していたグランド・オペラの慣行にならい、バレエの挿入を劇場側が上演条件として課してきたためである。ワーグナーも念願のパリでの成功の為に要求を受け入れたが、妥協し切れず、通例の第2幕ではなく第1幕にバレエを挿入した。このことは踊り子目当てに第2幕からやってくる貴族達には受け入れられず、当時の政治対立も絡んで妨害工作にまで発展し、上演3日で打ち切られる事態になった。しかしこの大失敗、スキャンダルが逆にワーグナーへの注目を集め、これを機にフランスの音楽界や文壇にも圧倒的な影響を及ぼすことになる。この際に使用された版が狭義の意味での「パリ版」であるが、これは今日ではほとんど演奏されない。この時点で序曲はまだオペラ本体から分離された形であった。このパリ版は170回以上の練習を費やした事でも有名で「ヴォツェック」の150回や「春の祭典」の120回よりも遥かに多い。
改訂によって『トリスタンとイゾルデ』以降の、より色彩的かつ迫真的なものに変貌を遂げた音楽が盛り込まれたが、このことは『タンホイザー』作曲当時の音楽との様式上の不統一を生じることにもなった。ワーグナーはその後も作品に手を加え続け、1867年にはミュンヘンで台本をドイツ語に再訳して上演した。

### ウィーン版（1875年版）
さらに1875年のウィーン上演に際しては、序曲から切れ目なしに第1幕のバッカナールへ移行する形（序曲の289小節からバッカナールに入る）をとるようにした。これが今日、いわゆる「パリ版」として定着しているものである。厳密にはこれは「ウィーン版」と称されるべきで、実際に新全集版では「ウィーン版」として先の「パリ版」と区別が行われている。
ワーグナー自身は最終版でも満足せず、その後も何度か改訂に取り組もうとしていた。妻コジマの日記によれば、1883年、死の前月にも「まだこの世にタンホイザーという借りがある」ともらしていたという。
バイロイト音楽祭では、コジマの意向に従い長らく「パリ（ウィーン）版」が使用されてきたが、ヴォルフガング以降は「ドレスデン版」が再び取り上げられた。この他に第1幕は「パリ（ウィーン）版」、第2幕以降では「ドレスデン版」を使う「折衷版」も使用されることも頻繁で、指揮者によってさらに細かい入れ替えを行う場合もある。
出典：ショット社の新ワーグナー全集。

## 題材となった伝説
『タンホイザー』は主に2つの伝説を元に制作されている。ひとつは「タンホイザー伝説」、もうひとつは「ヴァルトブルクの歌合戦の伝説」である。ワーグナーは 1838 年公刊のルーカス（Ch. Th. L. Lucas）による『ヴァルトブルクの歌合戦』を参考にした。

### タンホイザー伝説
タンホイザー（1205頃-1267頃）は、バーベンベルク家のオーストリア公フリードリヒ2世に仕えていたという記録が残る実在の人物で、放蕩生活を送っていたとされる。そんな彼が伝説として語られるようになってから、名を馳せる事になる。なお、マネッセ写本では、右胸に黒色の十字の印しをつけた白いガウンをまとうドイツ騎士団団員（Deutschordensritter）の姿で描かれている。
15世紀に作成された伝説によると、タンホイザーは性の快楽を知ろうとヴェーヌスの洞窟に1年ほど籠もるが、その事を悔い改めるべくローマ教皇ウルバヌス4世に懺悔する。しかし教皇は自分のもつ枯れ木の杖に葉が生えない限り救済できないと述べ、その事を悲しんだタンホイザーは再びヴェーヌスの洞窟に帰ってしまう。後日教皇の杖に芽が生えた事から、タンホイザーの捜索が始まるが、ついに彼を見つけ出す事ができなかった。

### ヴァルトブルクの歌合戦の伝説
ヴァルトブルクの歌合戦の伝説は、1206年ヴォルフラム・フォン・エッシェンバッハのパトロンだったテューリンゲン方伯ヘルマン1世のヴァルトブルク城で行われたとされる、6人の優れた詩人・歌手による歌合戦である。グリム兄弟『ドイツ伝説集』によれば、諸侯のうちでだれが最も優れているかを歌い合って、負けたほうが命を落とすというもので、ハインリヒ・フォン・オフターディンゲンが、方伯を「最も気前が良い」と称えたヴァルター・フォン・デア・フォーゲルヴァイデに負けて、窮地に立たされていた。ハインリヒはオーストリア公の方を持ち上げていたのである。方伯妃のとりなしによって死を免れたハインリヒはハンガリーの占星術師であり、黒魔術の師でもあったクリングゾール（Klingsor）の助力によって勝利をつかもうとするが、クリングゾールさえヴォルフラムを打ち負かすことができないというものである。ハインリヒのその後の運命については語られていない。一方、アイゼナハに着いたクグリングゾールが夜空の星を見て、その夜にハンガリー王に娘が生まれ、彼女は長じて方伯の息子と結婚すると予言し、方伯はそれを聞いて喜ぶという、聖エリーザベト伝説にまつわる挿話も入っている。マネッセ写本には、これに関わる歌と絵が示されている。

## 録音
英語版記事の「タンホイザーのディスコグラフィ」も参照
| 指揮者                         | 管弦楽団・合唱団                                              | 配役 | 録音年 | レーベル       | 備考                                                    |
| ------------------------------ | ------------------------------------------------------------- | --- | ------ | -------------- | ------------------------------------------------------- |
| ヨーゼフ・カイルベルト         | バイロイト祝祭管弦楽団・合唱団                                | ラモン・ヴィナイ グレ・ブラウエンステイン ヘルタ・ヴィルフェルト ディートリヒ・フィッシャー＝ディースカウ ヨーゼフ・グラインドル ヨゼフ・トラクセル                                                                                          | 1954   | Andromeda      |                                                         |
| アンドレ・クリュイタンス       | バイロイト祝祭管弦楽団・合唱団                                | ヴォルフガング・ヴィントガッセン グレ・ブラウエンステイン ヘルタ・ヴィルフェルト ディートリヒ・フィッシャー＝ディースカウ ヨーゼフ・グラインドル ヨゼフ・トラクセル                                                                          | 1955   | Orfeo          |                                                         |
| フランツ・コンヴィチュニー     | ベルリン国立歌劇場管弦楽団・合唱団                            | ハンス・ホプフ エリーザベト・グリュンマー マリアンネ・シェッヒ ディートリヒ・フィッシャー＝ディースカウ ゴットロープ・フリック フリッツ・ヴンダーリヒ                                                                                        | 1960   | EMI            |                                                         |
| ヴォルフガング・サヴァリッシュ | バイロイト祝祭管弦楽団・合唱団                                | ヴォルフガング・ヴィントガッセン アニャ・シリヤ グレース・バンブリー エーベルハルト・ヴェヒター ヨーゼフ・グラインドル ゲルハルト・シュトルツェ                                                                                              | 1962   | フィリップス   |                                                         |
| ヘルベルト・フォン・カラヤン   | ウィーン国立歌劇場管弦楽団・合唱団                            | ハンス・バイラー ゴットロープ・フリック グレ・ブラウエンステイン エーベルハルト・ヴェヒター ヴァルデマール・クメント クルト・エクヴィルツ ルートヴィヒ・ヴェルター トゥゴミール・フランク クリスタ・ルートヴィヒ グンドゥラ・ヤノヴィッツ    | 1963   | DG             | パリ版による全曲                                        |
| オットー・ゲルデス             | ベルリン・ドイツ・オペラ管弦楽団・合唱団                      | ヴォルフガング・ヴィントガッセン ビルギット・ニルソン(2役) ディートリヒ・フィッシャー＝ディースカウ テオ・アダム Horst Laubenthal | 1968   | DG             |                                                         |
| ゲオルク・ショルティ           | ウィーン・フィルハーモニー管弦楽団 ウィーン国立歌劇場合唱団   | ルネ・コロ ハンス・ゾーティン ヘルガ・デルネッシュ ヴィクター・ブラウン ウェルナー・ホルヴェーク クルト・エクヴィルツ マンフレート・ユングヴィルト ノーマン・ベイリー クリスタ・ルートヴィヒ                                                 | 1970   | デッカ         | パリ版による全曲                                        |
| コリン・デイヴィス             | バイロイト祝祭管弦楽団・合唱団                                | スパス・ヴェンコフ ギネス・ジョーンズ（2役） ベルント・ヴァイクル ハンス・ゾーティン Robert Schunk | 1978   | DG             | DVD盤                                                   |
| オトマール・スウィトナー       | ベルリン国立歌劇場管弦楽団・合唱団                            | スパス・ヴェンコフ チェレスティーナ・カサピエトラ ルドミラ・ドヴォジャーコヴァー ジークフリート・ローレンツ フリッツ・ヒューブナー | 1982   | PLATZ          | LD盤                                                    |
| ベルナルト・ハイティンク       | バイエルン放送交響楽団・バイエルン放送合唱団                  | クラウス・ケーニヒ ルチア・ポップ ベルント・ヴァイクル ヴァルトラウト・マイアー クルト・モル ジークフリート・イェルザレム | 1985   | EMI            | ドレスデン版                                            |
| ジュゼッペ・シノーポリ         | フィルハーモニア管弦楽団 コヴェント・ガーデン王立歌劇場合唱団 | プラシド・ドミンゴ シェリル・ステューダー アグネス・バルツァ アンドレアス・シュミット マッティ・サルミネン ウィリアム・ペール クルト・リドル バーバラ・ボニー                                                                                | 1988   | DG             | パリ版                                                  |
| ジュゼッペ・シノーポリ         | バイロイト祝祭管弦楽団・合唱団                                | リチャード・ヴァーサル シェリル・ステューダー ルートヒルト・エンゲルト=エリ ヴォルフガング・ブレンデル ハンス・ゾーティン ウィリアム・ペル クレメンス・ビーバー ジークフリート・フォーゲル シャンドール・ショーヨム・ナジ ジョイ・ロビンソン | 1989   | ドリームライフ | DVD盤 ドレスデン版とパリ版の折衷版、 序曲は大幅変更あり |
| ダニエル・バレンボイム         | ベルリン国立歌劇場管弦楽団・合唱団                            | ペーター・ザイフェルト ジェーン・イーグレン トーマス・ハンプソン ヴァルトラウト・マイアー ルネ・パーペ グンナー・グドビョルンソン ハンノ・ミュラー＝ブラッハマン シュテファン・リューガマー アルフレート・ライター ドロテア・レッシュマン    | 2001   | テルデック     | 第1幕第2場のみパリ版                                    |
| マレク・ヤノフスキ             | ベルリン放送交響楽団・合唱団                                  | ロバート・ディーン・スミス クリスティアン・ゲルハーヘル ニーナ・ステンメ マリーナ・プルデンスカヤ アルベルト・ドーメン ペーター・ゾーン ヴィルヘルム・シュヴィングハンマー マイケル・マカウン マルティン・スネル ビアンカ・ライム            | 2012   | ペンタトーン   |                                                         |

## 派生作品

### 編曲
録音技術のなかった19世紀にはピアノ編曲による演奏に需要があったため、有名・無名の音楽家によるピアノ編曲版が多く作られた。その後も、様々な編成による編曲版が作られている。著名な音楽家による編曲としては次のようなものがあげられる。
- 序曲 - ワーグナー自身（ピアノ独奏）[19]、ハンス・フォン・ビューロー (2台のピアノ)[20]、フランツ・リスト (ピアノ独奏、S.442〈R.275〉)[21]
- バッカナーレ - エルネスト・ギロー (2台のピアノ)[22]、ポール・デュカス (2台のピアノ)[23]、モーリッツ・モシュコフスキ (ピアノ独奏)[24]
- 大行進曲 - ハンス・フォン・ビューロー (ピアノ独奏)[25]、フランツ・リスト (ピアノ独奏、S.445-1)[21]、 レオポルド・ゴドフスキー[26]
- 巡礼の合唱 -  フランツ・リスト (ピアノ独奏、S.443〈R.276〉)[21]、レオポルド・ゴドフスキー[26]
- エリーザベトの祈り -  レオポルド・ゴドフスキー[26]
- 夕星の歌 - フランツ・リスト (ピアノ独奏版・S.444〈R.277〉、オルガン独奏版・S.676)[21]、レオポルド・ゴドフスキー[26]

### パロディ
同時代人によるパロディオペラとして以下のものがある。
- タンホイザー (ヴォルハイム)（ドイツ語版） - ヘルマン・ヴォルハイム（ドイツ語版）脚本、1852年にブレスラウにて初演[27]。
- タンホイザー (ネストロイ)（ドイツ語版） - ヨハン・ネストロイ（英語版）脚本、カール・ビンダー（ドイツ語版）作曲、1857年にウィーンにて初演[27]。脚本は上記ヴォルハイムの作品からの改作だが、音楽はヴォルハイムのものとは全く異なる[27]。この作品についてはレコード[28]やDVD[29]や脚本の日本語訳[30]が存在する。

## その他
- 「歌の殿堂のアリア」にはワーグナー自身の合唱曲「親愛王フリードリヒ・アウグストへの忠誠 Gruß seiner Treuen an Friedrich August den Geliebten」と類似した所がある。